# Meistriliiga de 2015
Meistriliiga de 2015 (conhecido como A. Le Coq Premium Liiga, por motivos de patrocínio) foi a 25.ª edição da Meistriliiga. A competição teve início em 2 de março, e teve como o campeão a equipe do FC Flora Tallinn.

## Equipes
| Equipe          | Localização | Estádio                | Capacidade |
| --------------- | ----------- | ---------------------- | ---------- |
| Flora           | Tallinn     | A. Le Coq Arena        | 9.692      |
| Infonet         | Tallinn     | Sportland Arena        | 540        |
| Levadia Tallinn | Tallinn     | Kadriorg Stadium       | 5.000      |
| Narva Trans     | Narva       | Kreenholmi Stadium     | 1.065      |
| Nõmme Kalju     | Tallinn     | Kadriorg Stadium       | 5.000      |
| Paide           | Paide       | ÜG Stadium             | 268        |
| Pärnu           | Pärnu       | Pärnu Raeküla staadion | 550        |
| Sillamäe Kalev  | Sillamäe    | Kalevi Stadium         | 800        |
| Tammeka         | Tartu       | Tamme Stadium          | 1.750      |
| Viljandi        | Viljandi    | Viljandi linnastaadion | 1.068      |

## Classificação geral
| Meistriliiga de 2015 | Meistriliiga de 2015 | Meistriliiga de 2015 | Meistriliiga de 2015 | Meistriliiga de 2015 | Meistriliiga de 2015 | Meistriliiga de 2015 | Meistriliiga de 2015 | Meistriliiga de 2015 | Meistriliiga de 2015 | Meistriliiga de 2015 | Meistriliiga de 2015                              |
| Pos                  | Equipes              | Pts                  | J                    | V                    | E                    | D                    | GM                   | GS                   | SG                   | %                    | Classificação ou rebaixamento                     |
| -------------------- | -------------------- | -------------------- | -------------------- | -------------------- | -------------------- | -------------------- | -------------------- | -------------------- | -------------------- | -------------------- | ------------------------------------------------- |
| 1                    | Flora                | 84                   | 36                   | 27                   | 3                    | 6                    | 72                   | 24                   | 48                   | 77,8%                | Play-offs da Liga dos Campeões da UEFA de 2016–17 |
| 2                    | Levadia Tallinn      | 76                   | 36                   | 22                   | 10                   | 4                    | 78                   | 32                   | 46                   | 70,4%                | Play-offs da Liga Europa da UEFA de 2016–17       |
| 3                    | Nõmme Kalju          | 71                   | 36                   | 22                   | 5                    | 9                    | 69                   | 36                   | 33                   | 65,7%                | Play-offs da Liga Europa da UEFA de 2016–17       |
| 4                    | Infonet              | 62                   | 36                   | 17                   | 11                   | 8                    | 50                   | 32                   | 18                   | 57,4%                |                                                   |
| 5                    | Sillamäe Kalev       | 59                   | 36                   | 17                   | 8                    | 11                   | 63                   | 43                   | 20                   | 54,6%                |                                                   |
| 6                    | Narva Trans          | 49                   | 36                   | 14                   | 7                    | 15                   | 50                   | 46                   | 4                    | 45,4%                |                                                   |
| 7                    | Paide                | 33                   | 36                   | 9                    | 6                    | 21                   | 50                   | 73                   | −23                  | 30,6%                |                                                   |
| 8                    | Pärnu                | 26                   | 36                   | 6                    | 8                    | 22                   | 38                   | 87                   | −49                  | 24,1%                |                                                   |
| 9                    | Tammeka              | 25                   | 36                   | 7                    | 4                    | 25                   | 39                   | 96                   | −57                  | 23,1%                | Play-off de Rebaixamento                          |
| 10                   | Viljandi             | 22                   | 36                   | 6                    | 4                    | 26                   | 35                   | 75                   | −40                  | 20,4%                | Zona de rebaixamento à Esiliiga em 2016           |

### Premiação
| Campeão                     |
| --------------------------- |
| Flora Tallinn (10.° título) |

## Play-off
| 16 de novembro    | Tallinna Kalev | 4 — 1 | Tammeka | Tartu |
| 13:00 EET (UTC+2) |                |       |         |       |

| 22 de novembro    | Tammeka | 1 — 0 | Tallinna Kalev | Tartu |
| 13:00 EET (UTC+2) |         |       |                |       |